# Almár megállóhely
Almár megállóhely egy Heves vármegyei vasúti megállóhely Eger településen, a MÁV üzemeltetésében. Az egri belvárostól több kilométerre északra fekvő, üdülőövezeti jellegű Almár városrész délnyugati szélén helyezkedik el, közvetlenül a 25-ös főút mellett.

## Vasútvonalak
A megállóhelyet az alábbi vasútvonalak érintik:
- Füzesabony–Putnok-vasútvonal

## Kapcsolódó állomások
A megállóhelyhez az alábbi állomások vannak a legközelebb:
- Eger-Felnémet vasútállomás (Eger vasútállomás, Füzesabony–Putnok-vasútvonal)
- Szarvaskő megállóhely (Szilvásvárad vasútállomás, Füzesabony–Putnok-vasútvonal)

## Forgalom
| Járat        | Útvonal | Gyakoriság                     |
| ------------ | --- | ------------------------------ |
| személyvonat | Eger – Egervár – Eger-Felnémet – Almár – Szarvaskő – Mónosbél – Bélapátfalva – Bélapátfalvi Cementgyár – Szilvásvárad-Szalajkavölgy – Szilvásvárad | Napi 2 pár (nyáron napi 4 pár) |